# ベイシティ刑事
『ベイシティ刑事』（ベイシティコップ）は、1987年10月7日から1988年3月23日まで、テレビ朝日系列で毎週水曜21:00 - 21:54（JST） に全24話が放送された、東映制作の刑事ドラマ。主演は藤竜也と世良公則。

## 概要
前番組『大都会25時』に続き、テレビ朝日系列の水曜21時台に設けられている刑事ドラマ枠の第2弾として制作された作品。横浜を舞台に、港町署に設置された捜査課の左遷部署「別動班」に所属する刑事たちの活躍を軽妙なタッチで描く。
前番組やその前身にあたる『特捜最前線』（1977年 - 1987年）から続いてきた社会派・ヒューマン路線からは大きく趣を変え、本作品では派手な特殊効果を用いたアクションや、アメリカンカジュアルを中心とした独特のファッション性など若年男性層を意識したカラーを打ち出しており、それぞれ『大追跡』『太陽にほえろ!』などで刑事アクションの経験豊富な藤竜也と世良公則が主役コンビを務めた。とりわけ重点が置かれたのがガンアクションで、小池刑事の愛銃はジョン（S&W M29 2.5インチカスタム）、星野刑事の使用銃はマギー（コルト ナショナルマッチ コンバットカスタム）といった具合に、それぞれ銃器に愛称が付けられているなど独特の演出も盛り込まれている（「マギー」の由来は、アメリカのテレビドラマ『俺がハマーだ!』の主人公、スレッジ・ハマー刑事の使用銃の愛称をそのまま借用している）。
番組としては、後番組である『はぐれ刑事純情派』などのようなシリーズ化には至らず単独作品で終わったものの、後述するガンアクションのノウハウを活かし、世良公則や大川俊道など本作品に携わった複数のキャストやスタッフが再結集する形で、Vシネマ『クライムハンター』シリーズの制作に繋がった。

### 美術・装飾面の特徴
従来、日本の刑事ドラマで使用されるプロップガンは電着銃が主流だったのに対し、前述のように本作品では当時新進気鋭のSFX集団であったBIG SHOT製作による精巧なプロップガンが多数用意され、リアリティ豊かな銃撃戦が描かれた。
劇用車は、メインはY31セドリック（V30ターボブロアムVIP・ワインレッド）が使用され、中盤からは星野刑事の愛車として、Z31フェアレディZ（シルバー・後期型300ZR・2シーターモデル）も使用された。捜査課の面々や山崎班長は1987年3月に終了した『特捜最前線』でも使用された旧型のY30セドリックのHT車を使用。本作品の終了後、Y31セドリックは『はぐれ刑事純情派』（第1シリーズ、第2シリーズ序盤）『さすらい刑事旅情編』（第1シリーズのみ）といった後番組群でも継続して使用された。

## キャスト

### 港町署捜査課別動班
小池柾（こいけ まさき）
演 - 藤竜也
警部補。通称「コーさん」。
県警本部時代から長く閑職に追われていた自称万年警部補。女性経験多数で離婚歴もある。英語と中国語に堪能で、横浜では表街道から裏社会に至るまで広く顔の利く事情通。酒とジャズを愛し、ウィンドサーフィンなどのマリンスポーツを得意とする。使用銃はS&W M29 センチネルアームズカスタム、愛称ジョン。
- ジョンのプロップガンは過酷な発砲シーンに耐えられるように、S&W M66ベースのカスタムによるスペアも制作されている。

星野秀夫（ほしの ひでお）
演 - 世良公則
巡査長。
小池とコンビを組む若手刑事で暴走族の元総長。常に転職情報誌をめくっているが、「事件が終わったら転職してやる」とぼやきつつも刑事稼業を続けている。感情任せで無鉄砲な捜査スタイルの一方、時に暴走しがちな小池の抑え役に回る場面も多い。
使用銃はコルトM1911ゴールドカップナショナルマッチ コンバットカスタム、愛称マギー。
- 撮影においてプロップガンが損傷する度、調達されたパーツを現場で組み込むことから、このマギーにはバリエーションが数多く存在する。

河合あゆみ（かわい あゆみ）
演 - 石川秀美
巡査。
少年課出身。勤務中にデザートを食べるなど学生気分が抜けないが、体操選手顔負けの運動神経や女性特有の洞察力を駆使して事件解決に貢献する。特技は声帯模写。使用銃はS&W M36チーフスペシャル、その後ワルサーPPK/Sシルバーモデルに変更（愛称ケンタロウ）。
山崎末彦（やまざき すえひこ）
演 - いかりや長介
警部補。別動班班長（係長心得）。
妻と二児を抱える典型的なサラリーマンタイプの刑事。しかし時に小池や星野の行動をフォローすべく、彼ら以上に過激な行動に出ることもある。小池とは県警本部勤務時代からの腐れ縁でもある。使用銃はS&W M686。
- 演者のいかりやにとって、本作品は民放の連続ドラマにおける初レギュラー作品でもある。後年、いかりやは小池役の藤竜也と胃腸薬「キャベジン」のCMでも共演している。

### セミレギュラー
- 桜井浩一（港町署捜査課長） - 神山繁
- 捜査課一係
  - 佐伯 - 大川ひろし
  - 工藤 - 市山登
  - 渡辺 - 寒川直人
  - 木下 - 浜崎一也
  - 土屋 - 田辺達也
  - 春日 - 新富重夫
  - 臼井 - 窪園純一
  - 和田 - 川村浩之
- レオ（「クラーク」マスター） - ウィリー・ドウシ

### ナレーター
- 桑原たけし

### ゲスト
第1話「プールサイドの女」
- 相川杏子 - 高樹沙耶
- 深水三章、鶴田忍、ストロング金剛

第2話「ヨコハマに消えた女」
- 高倉美貴、団時朗、本郷直樹

第3話「グッドバイ わが愛しき友よ!」
- 早乙女薫 - 安岡力也
- 木戸 - 鹿内孝
- 椎谷建治、星セント、星ルイス、松熊信義、林健樹

第4話「チャイナタウンの女」
- 三上 - 内藤剛志
- 田中隆三、相田寿美緒、草薙良一、二家本辰巳、山浦栄、秋川リサ

第5話「美少女は俺がヤル!」
- 鷲尾茜 - 石野陽子
- 遠藤征慈、石橋雅史、佐藤信一、中島陽典、渥美博

第6話「デカの子供まで狙うなョ!」
- 中原丈雄、高岡良平

第7話「二人が走れば 死体があがる!」
- 川口 - 又野誠治
- あずさ - 高沢順子
- 清水宏、深見博、谷村好一

第8話「想い出は危険がいっぱい」
- 中村明美、篠塚勝、吉沢健、三重街恒二、大島宇三郎、斉藤暁、堀勉

第9話「囚人刑事とボディービルの美女」
- 本牧の錠 - 三上寛
- 小池雄介、海一生、衣笠健二、重松収、田吹美智代

第10話「湘南大捜査線! 危険な女」
- 彩 - 高樹澪
- 永井 - 阿部祐二
- 泉じゅん、武藤章生、友金敏雄

第11話「襲われた美しいテニスギャル」
- 梅津 - 中田譲治
- 影山仁美、黒田眞澄

第12話「サンタが殺しにやって来る」
- リョウ - 西村和彦
- 竹見 - 成田三樹夫
- グレース、入江正徳、村上幹夫、うえずみのる

第13話「殺し屋たちの危険な大運動会」
- 神崎査問官 - 中野誠也
- 朝比奈順子、辰馬伸、吉田真弓、水上竜士、山下伸二、五野上力、加地健太郎、江幡高志、高月忠

第14話「身替わり殺人･炎の中に消えた女」
- 有川博、福田健次、菅田俊、横須賀昌美、大井小町、粟津號、中瀬博文

第15話「美女の写真は殺しの招待状!」
- ハント敬士、橘ゆかり、松山鷹志、掛田誠、坂西良太

第16話「再会 恋人は銃声とともに!」
- 浅井エリコ - 一色彩子
- 立川三貴、江藤漢、加藤麻里、高峰圭二、坂田祥一朗、J-BLOODS

第17話「誘拐犯は二人の刑事!」
- 伊藤敏八、小松方正、小桜京子、大谷朗、佐藤信一

第18話「子連れ刑事 ヨコハマ物語」
- 森口ようこ - 中島はるみ
- ホンモク・トミー - 不破万作
- 早川雄三、川島美津子、藤田哲也、伊藤洋三郎、加藤大樹、岩間沙織、泉福之助

第19話「復讐…」
- 植草 - 蟹江敬三
- 山脇 - 団時朗
- 三上 - 草見潤平
- 北方謙三（友情出演）

第20話「お嬢さま刑事 鉄人レースを激走」
- 新井 - 片桐竜次
- 穂積ぺぺ、草刈滉一

第21話「あぶないオンナ」
- 河村仁（ジン） - 竹内力
- 洋子 - 神取容子
- 黒木 - 宮口二朗
- 池田史比古、佐川二郎

第22話「時効 それぞれの10年」
- 石川令子 - 山口果林
- 浜田晃、流山児祥、宮川一朗太、渡辺祐子、塩見三省、檀臣幸、久保菜穂子、趙方豪、ダニーすがの

第23話「ヘビの入れ墨をした女」
- まさお - 山田辰夫
- 浅見美那、中島元、松浪志保、伊藤幸子、桑田和美、宮田和子

最終話「男たちのラストショー」
- 又野誠治、三上寛、日向明子、北見敏之、高岡良平、久遠利三、甲斐道夫、中瀬博文

## スタッフ
演出は、にっかつロマンポルノの主力監督の一人だった黒沢直輔がパイロット監督を務めた他、前クールまで『あぶない刑事』（日本テレビ系列）を手掛けていた村川透、成田裕介、『特捜最前線』のメイン監督だった天野利彦が参加。当時スキャンダルにより表立った活動の自粛を余儀なくされていた東宝出身の西村潔も「井藤雄才」名義で参加している。脚本陣も、ハードアクションものや『シティーハンター』などのアニメーション作品を中心に活動していた顔ぶれを多数迎えている。特に石原プロモーションの『大都会』『西部警察』などでメインライターを務めていた永原秀一は本作品が唯一の水曜21時枠参加となった他、当時すでに『真田太平記』『チョッちゃん』などでベテランの貫禄を示していた金子成人も、本作品で久々に刑事アクションに参加し一篇を執筆している。
音楽は番組用に録音された大谷和夫作曲の正規サウンドトラックに加え、本作品では毎回作中にて著名なオールディーズ・ナンバーも多数選曲されていた。第10話で「サーフィン・U.S.A.」が、第15話で「夜のストレンジャー」が使用されたのはその一例である。他方で、第22話では例外として佐々木好の邦楽も併せて採用された。
- 制作 - 関口恭司
- プロデューサー - 大井素宏、岩永恵（テレビ朝日）、加藤貢、武居勝彦
- 音楽 - 大谷和夫
- 主題歌 - 世良公則「Heart is Gold」（ポニーキャニオン）
- 撮影 - 緒方博、稲垣久夫
- 照明 - 高橋弘、石垣敏雄、竹田勝三
  - 照明助手 - 小野幹雄、和泉環、清水達己、諸星和光、簔口輝雄、大坂章夫、松山哲也
- 録音 - 織本道雄、長井幹夫
  - 録音助手 - 渡会民雄、永井勝宏、岩岡勝徳、高柳秀孝
- 美術 - 宮国登、安部衛、筒井増男
- 助監督 - 息邦夫、横井洋、蓑輪雅夫、花岡学、小幡直正、畠山典久、佐伯英二、原正弘、保坂直輝、岩原直樹
- 編集 - 伊吹勝雄、山口一喜、成島一城、広島正和
  - 編集助手 - 橋場めぐみ、斉藤光康、矢船陽介、河合梨江子
- ファイティングコーディネーター - 國井正廣
- 記録 - 安藤豊子、大橋仁子、石川和枝、菅正子、小林みどり
- 計測 - 内田正司、斉藤健、上赤寿一
- 選曲 - 石川孝
- 音楽協力 - テレビ朝日ミュージック
- 装置 - 東映美術センター、紀和美建
- 装飾 - 装美社（塩野善光、山本正、橋本達也）
- 美粧 - サン・メイク
  - メイク - 中村正春、奥村弘子、柳沢静子
- 効果 - 大泉音映
- 現像 - 東映化学
- ガン・アドバイザー - BIGSHOT、納富貴久男
- ガン・コーディネーション - むげん
- カースタント - 武士レーシングチーム
- スタイリスト - 崇名憂美
- タイトルバック - 東映CM
- 衣裳 - 東京衣裳（田村勝末、野村明子）
- 衣裳協力 - ハナムラ、PLAYLORD、AVIA、BIRTHDICH、PAGEBOYほか
- 協力 - NIKE、日本ヒコック
- スチール - 石橋昭二郎
- 進行 - 桐山勝、隈部文康、石垣紘一
  - 進行助手 - 清水原司、東正信、榊田茂樹、小川祥、阿部文仁、明瀬礼洋
- 制作デスク - 橋本鉄雄
- 広報担当 - 津田宗司
- 制作担当 - 奈良場繁
- 制作協力 - 東映テレビ・プロダクション
- 制作 - テレビ朝日、東映

## 放送日程
| 放送回                                         | 放送日         | サブタイトル                   | 脚本              | 監督     | 視聴率 |
| ---------------------------------------------- | -------------- | ------------------------------ | ----------------- | -------- | ------ |
| 1                                              | 1987年10月07日 | プールサイドの女               | 柏原寛司 日暮裕一 | 黒沢直輔 | 9.8%   |
| 2                                              | 10月14日       | ヨコハマに消えた女             | 永原秀一          | 成田裕介 | 9.5%   |
| 3                                              | 10月21日       | グッドバイ わが愛しき友よ!     | 宮下隼一          | 成田裕介 | 6.6%   |
| 4                                              | 10月28日       | チャイナタウンの女             | 日暮裕一          | 黒沢直輔 | 9.8%   |
| 5                                              | 11月04日       | 美少女は俺がヤル!              | 宮下隼一          | 村川透   | 7.8%   |
| 6                                              | 11月11日       | デカの子供まで狙うなョ!        | 永原秀一          | 村川透   | 7.3%   |
| 7                                              | 11月18日       | 二人が走れば 死体があがる!     | 柏原寛司          | 黒沢直輔 | 8.6%   |
| 8                                              | 11月25日       | 想い出は危険がいっぱい         | 大川俊道          | 黒沢直輔 | 5.9%   |
| 9                                              | 12月02日       | 囚人刑事とボディービルの美女   | 峯尾基三          | 成田裕介 | 8.5%   |
| 10                                             | 12月09日       | 湘南大捜査線! 危険な女         | 日暮裕一          | 成田裕介 | 5.9%   |
| 11                                             | 12月16日       | 襲われた美しいテニスギャル     | 宮下隼一          | 井藤雄才 | 7.8%   |
| 12                                             | 12月23日       | サンタが殺しにやって来る       | 大川俊道          | 井藤雄才 | 9.7%   |
| 13                                             | 1988年01月06日 | 殺し屋たちの危険な大運動会     | 日暮裕一          | 村川透   | 8.2%   |
| 14                                             | 1月13日        | 身替わり殺人・炎の中に消えた女 | 永原秀一          | 村川透   | 9.2%   |
| 15                                             | 1月20日        | 美女の写真は殺しの招待状!      | 大川俊道          | 黒沢直輔 | 9.0%   |
| 16                                             | 1月27日        | 再会 恋人は銃声とともに!       | 宮下隼一          | 黒沢直輔 | 6.5%   |
| 17                                             | 2月03日        | 誘拐犯は二人の刑事!            | 峯尾基三          | 成田裕介 | 8.1%   |
| 18                                             | 2月10日        | 子連れ刑事 ヨコハマ物語        | 日暮裕一          | 成田裕介 | 6.4%   |
| 19                                             | 2月17日        | 復讐…                          | 永原秀一 高橋裕臣 | 天野利彦 | 5.2%   |
| 20                                             | 2月24日        | お嬢さま刑事 鉄人レースを激走  | 柏原寛司 巽祐一郎 | 天野利彦 | 7.3%   |
| 21                                             | 3月02日        | あぶないオンナ                 | 大川俊道          | 黒沢直輔 | 8.3%   |
| 22                                             | 3月09日        | 時効 それぞれの10年            | 金子成人          | 黒沢直輔 | 6.1%   |
| 23                                             | 3月16日        | ヘビの入れ墨をした女           | 平野靖士          | 村川透   | 7.8%   |
| 24                                             | 3月23日        | 男たちのラストショー           | 日暮裕一          | 村川透   | 9.3%   |
| （視聴率はビデオリサーチ調べ、関東地区・世帯） |                |                                |                   |          |        |